# San Jose (Romblon)
San Jose è una municipalità di quinta classe delle Filippine, situata nella Provincia di Romblon, nella regione di Mimaropa.
San Jose è formata da 5 baranggay:
- Busay
- Combot
- Lanas
- Pinamihagan
- Poblacion (Agcogon)